# Savnet
|  | Denne artikel er oprettet af botten Steenthbot ud fra en ekstern database. Den kan derfor have sproglige fejl eller mangler. Denne skabelon kan fjernes efter kontrol af indholdet. |

Savnet er en dansk kortfilm fra 2019 instrueret af Mads Reuther.

## Handling
Steen har dedikeret hele sit liv til arbejdet som clairvoyant og har hjulpet utallige familier med at finde forsvundne personer. Det har ikke været uden personlige omkostninger, og forholdet til hans egen voksne søn hænger i en tynd tråd. Da barnebarnet har fødselsdag, opstår der en sidste mulighed for forsoning. Men igen banker det på Steens dør.

## Medvirkende
- Stig Hoffmeyer
- Morten Burian
- Laura Christensen
- Patrick Baurichter
- Kirsten Lehfeldt
- Sander Herstad Lauridsen
- Emil Stjernholm Juul- Vibe